# 第57回天皇杯全日本サッカー選手権大会
第57回天皇杯全日本サッカー選手権大会（だい57かいてんのうはいぜんにほんサッカーせんしゅけんたいかい）は、1977年（昭和52年）12月11日から1978年（昭和53年）1月1日まで開かれた天皇杯全日本サッカー選手権大会である。

## 概要
- 本大会出場は28チーム。

## 出場チーム

### 日本サッカーリーグ1部
- 東洋工業（26回目）
- 新日本製鐵（21回目）
- 古河電工（14回目）
- 日立製作所（13回目）
- 三菱重工（13回目）
- ヤンマー（10回目）
- 日本鋼管（7回目）
- トヨタ自工（6回目）
- フジタ工業（6回目）
- 富士通（初出場）

### 北海道
- 札幌大学（4回目）

### 東北
- 五戸町役場（2回目）

### 関東
- 早稲田大学（17回目）
- 読売クラブ（3回目）
- 住友金属工業（初出場）
- 東京農業大学（初出場）
- 日産自動車（初出場）

### 北信越
- 福井銀行（初出場）

### 東海
- 本田技研（4回目）
- ヤマハ発動機（3回目）

### 関西
- 大阪商業大学（6回目）
- 大日日本電線（4回目）
- 電電近畿（4回目）
- 大阪体育大学（2回目）

### 中国
- 三井造船（2回目）

### 四国
- 帝人松山（8回目）

### 九州
- 九州産業大学（4回目）
- 福岡大学（4回目）

## 試合

### 1回戦
- 大日日本電線 4-2 三井造船
- トヨタ自工 1-5 東京農業大学
- 帝人松山 0-2 新日本製鐵
- 日立製作所 0-1 ヤマハ発動機
- 五戸町役場 2-7 読売クラブ
- 福岡大学 1-0 電電近畿
- 早稲田大学 5-1 札幌大学
- 大阪体育大学 7-0 福井銀行
- 住友金属工業 3-2 日本鋼管
- 東洋工業 3-1 九州産業大学
- 大阪商業大学 1-3 富士通
- 本田技研 1-0 日産自動車

### 2回戦
- 古河電工 3-0 大日日本電線
- 東京農業大学 3-1 新日本製鐵
- ヤマハ発動機 0-1 読売クラブ
- 福岡大学 1-5 ヤンマー
- フジタ工業 3-2 早稲田大学
- 大阪体育大学 0-1 住友金属工業
- 東洋工業 1-0 富士通
- 本田技研 0-2 三菱重工

### 準々決勝
- 古河電工 3-2 東京農業大学
- 読売クラブ 0-2 ヤンマー
- フジタ工業 4-3 住友金属工業
- 東洋工業 0-4 三菱重工

### 準決勝
- 古河電工 0-1 ヤンマー
- フジタ工業 2-1 三菱重工

### 決勝
- ヤンマー 1-4 フジタ工業